# Ризик (фільм, 1970)
«Ризик» — радянський художній фільм 1970 року, знятий на кіностудії «Молдова-фільм».

## Сюжет
Дія відбувається в роки війни в польському місті, окупованому фашистами. Радянський розвідник, що ховається під ім'ям майора німецької медичної служби Курца, і радистка Марія отримують завдання дістати карти і схеми укріпрайону…

## У ролях
- Наталія Зоріна — Марія, молодший лейтенант, радянська розвідниця, радистка
- Леонхард Мерзін — Курц, майор медичної служби, німецький офіцер, радянський розвідник «Анатолій»
- Микола Бурляєв — Юзеф Шевчик, поляк-підпільник
- Улдіс Пуцитіс — Марек
- Вацлав Дворжецький — Вацлав Шевчик, власник кафе, батько Юзефа
- Ольгерт Кродерс — Генріх Берж, майор, німецький офіцер, друг дитинства Ганса Зеллера
- Герман Юшко — Збігнєв Ломницький
- Олев Ескола — Ганс Зеллер, оберштурмбанфюрер, шеф гестапо
- Ігор Стариков — підпільник
- Казимір Забуліоніс — епізод
- Евальд Хермакюла — Микола, радянський радист
- Віктор Волков — Тишкевич
- Віктор Шульгін — Анджей, поляк-підпільник, керівник групи
- Володимир Ємельянов — генерал розвідки
- Маурі Раус — гестапівець
- Волдемар Пансо — приятель Марека
- Аста Віханді — Магда Зеллер, дружина Ганса Зеллера
- Лісетт-Хуаніта Сіпельгас — епізод
- Кенно Оя — німецький офіцер
- Володимир Лідо — епізод
- Маре Хелласте — дівчина в кафе
- Юрі Уппін — епізод
- Нійоле Вікірайте — жінка з дитиною, що потрапила в облаву
- Валерій Лобунець — епізод
- Іван Сафончик — епізод
- Ада Лундвер — епізод
- Айно Піхламягі — епізод

## Знімальна група
- Режисер — Василь Паскару
- Сценаристи — Парасковія Дідик, Едуард Володарський, Микита Михалков
- Оператор — Влад Чуря
- Композитор — Василь Загорський
- Художники — Станіслав Булгаков, Аурелія Роман